# Teodebert II.
Teodebert II. (frankovsko Thiodoberkht, francosko Thibert ali Théodebert) je bil od leta 595 do 612 kralj Avstrazije, * 585, † junij 612, Chalon-sur-Saône.
Bil je sin in naslednik kralja Hildeberta II.. Po njem je nasledil Avstrazijo in mesta (civitates) Poitiers, Tours, Le Puy-en-Velay, Bordeaux in Châteaudun in pokrajine Šampanjo, Auvergne in  Transjursko Alemanijo. Po smrti ga je nasledila ga stara mati Brunhilda. 

## Življenje
Prva leta vladavine je bil pod velikim vplivom stare matere Brunhilde, katero mu je leta 599 uspelo izgnati. Še isto leto se je sprl  bratom Teoderikom II. in bil pri Sensu poražen.  Brata sta se zatem pobotala in se skupaj zoperstavila svojemu sorodniku, kralju Nevstrije Klotarju II.. Zasedla sta velik del njegovega ozemlja. Ko je Kotar leta 605 krenil v protiofenzivo, je Teodebert razdrl zvezo in pustil Teoderika na cedilu. Leta 610 je Teodebertu uspelo pripojiti Alzacijo. Čez dve leti se mu je Teoderik ponovno uprl in ga v bitkah pri Toulu in Zülpichu premagal in ujel in poslal v samostan. Škof Mainza Ludegast je domnevno  rotil Teoderika,  naj mu prizanese, vendar so ga na Brunhildin ukaz skupaj s sinom Merovehom umorili.   
Del zgodovinarjev je prepričan, da se je njegova hčerka Ema poročila z anglosaškim kraljem Eadbaldom Kentskim.